# Suregada lithoxyla
Suregada lithoxyla là một loài thực vật thuộc họ Euphorbiaceae. Đây là loài đặc hữu của Tanzania.